# Anime Festival Wichita
Anime Festival Wichita (Anime Festival of Wichita hoặc AFW) là ba ngày hội nghị anime được tổ chức vào tháng 6 hoặc tháng 8 tại Hyatt Regency Wichita ở Wichita, Kansas.

## Lập trình
Hội nghị thường tổ chức một cuộc thi Anime Music Video, phòng xem phim hoạt hình, cuộc thi trang phục, thư viện truyện tranh, bảng điều khiển, trò chơi trên bàn, nhà cung cấp và các giải đấu trò chơi video. The convention has 24-hour programming.

## Lịch sử
Anime Festival Wichita bắt đầu vào năm 2005 như một sự kiện một ngày dưới tên Wichita Anime Festival. Nữ diễn viên lồng tiếng Cassandra Hodges dự kiến sẽ tham dự vào năm 2011, nhưng đã chết trước khi hội nghị bắt đầu.

### Lịch sử sự kiện
| Thời gian                     | Địa điểm                                                  | Số người tham dự. | Khách mời |
| ----------------------------- | --------------------------------------------------------- | ----------------- | --- |
| Ngày 6, tháng 8, năm 2005     | Orpheum Theatre Wichita, Kansas                           |                   | |
| Ngày 18-20, tháng 8, năm 2006 | Best Western North Wichita, Kansas                        | 1,234             | Stephanie Celeste, Michael Gluck, Tiffany Grant, Liza Kaplan, Peter Pixie, and Team Royal Sabi.                                                             |
| Ngày 17-19, tháng 8, năm 2007 | Best Western Wichita North Hotel & Suites Wichita, Kansas |                   | Stephanie Celeste, Vic Mignogna, Peter Pixie, Team Royal Sabi, and Stephanie Yanez.                                                                         |
| Ngày 15-17, tháng 8, năm 2008 | Best Western Wichita North Hotel & Suites Wichita, Kansas |                   | Kate Bristol, Peter Pixie, Sonny Strait, and Jennifer Lee Taylor.                                                                                           |
| Ngày 10-12, tháng 7, năm 2009 | Hyatt Regency Wichita Wichita, Kansas                     |                   | Robert Axelrod, Stephanie Celeste, Caitlin Glass, Jerry Jewell, and Peter Pixie.                                                                            |
| Ngày 9-11, tháng 7, năm 2010  | Hyatt Regency Wichita Wichita, Kansas                     |                   | Colleen Clinkenbeard, Daniel Coglan, DJ Infam0us, Vic Mignogna, Peter Pixie, Eric Wile, and Travis Willingham.                                              |
| Ngày 8-10, tháng 7, năm 2011  | Hyatt Regency Wichita Wichita, Kansas                     |                   | The 149th War Wolves, Airship Isabella, Troy Baker, Beard and Bean, Daniel Coglan, Jillian Coglan, Peter Pixie, Eric Vale, and Darryl "Darth Artist" Woods. |
| Ngày 29/6-1/7, năm 2012       | Hyatt Regency Wichita Wichita, Kansas                     | 3,000             | Beard and Bean, Johnny Yong Bosch, Daniel Coglan, Jillian Coglan, Michelle Ann Dunphy, Eyeshine, Peter Pixie, and Laura Post.                               |
| Ngày 12-14, tháng 7, năm 2013 | Hyatt Regency Wichita Wichita, Kansas                     |                   | Beard and Bean, Quinton Flynn, Todd Haberkorn, Peter Pixie, and Lisle Wilkerson.                                                                            |
| Ngày 27-29, tháng 6, năm 2014 | Hyatt Regency Wichita Wichita, Kansas                     | 4,000             | Beard and Bean, Daniel Coglan, Jillian Coglan, Lucien Dodge, Chuck Huber, Erica Mendez, Peter Pixie, and The Slants.                                        |
| Ngày 10-12, tháng 7, năm 2015 | Hyatt Regency Wichita Wichita, Kansas                     |                   | Beard and Bean, Leah Clark, Rachael Messer, Peter Pixie, David Vincent, Ogawa Burukku, Susanne Lambdin, and Damien Zimmerman.                               |
| Ngày 8-10, tháng 7, năm 2016  | Hyatt Regency Wichita Wichita, Kansas                     |                   | Cynthia Cranz, Kyle Hebert, Samantha Inoue-Harte, Joel McDonald, Peter Pixie, and Ryter Rong.                                                               |
| Ngày 23-25, tháng 6, năm 2017 | Hyatt Regency Wichita Wichita, Kansas                     |                   | Jessica Calvello, Daniel Coglan, Elizabeth Maxwell, and Kiba Walker.                                                                                        |
| Ngày 29/6-1/7, năm 2018       | Hyatt Regency Wichita Wichita, Kansas                     |                   | Katelyn Barr, Daniel Coglan, Caitlynn French, Tyson Rinehart, and Michael "Knightmage" Wilson.                                                              |
| Ngày 23-25, tháng 8, năm 2019 | Hyatt Regency Wichita Wichita, Kansas                     |                   | Morgan Berry, Mary Claypool, Les E. Claypool III, Jason Charles Miller, and Tara Sands.                                                                     |
| Ngày 26-28, tháng 6, năm 2020 | Hyatt Regency Wichita Wichita, Kansas                     |                   | |
| Ngày 25-27, tháng 6, năm 2021 | Hyatt Regency Wichita Wichita, Kansas                     |                   | |